# Philipp-Nicolai-Kirche
Philipp-Nicolai-Kirchen sind evangelische Kirchengebäude, die nach dem Theologen und Liederdichter Philipp Nicolai benannt sind, zum Beispiel:
- Philipp-Nicolai-Kirche (Altwildungen) in Bad Wildungen, Hessen
- Philipp-Nicolai-Kirche (Hagen) in Hagen-Boele, Nordrhein-Westfalen
- Philipp-Nicolai-Kirche (Köln) in Köln-Mauenheim, Nordrhein-Westfalen (entwidmet und zurückgebaut)
- Nicolaikirche (Münster-Roxel) in Münster-Roxel, Nordrhein-Westfalen
- Philipp-Nicolai-Kirche (Recklinghausen) in Recklinghausen-Süd, Nordrhein-Westfalen

Siehe auch:
- Nikolaikirche